# Schlacht von Lauron
Baetis – Lauron – Valentia – Italica – Sucro – Saguntum – Osca
Die Schlacht von Lauron fand 76 v. Chr. im heutigen Spanien, nahe der Stadt Lauron, zwischen den römischen Feldherren Pompeius und Quintus Sertorius, im Zuge des Bürgerkriegs zwischen Marius’ und Sullas Unterstützern statt. Sertorius war der letzte Unterstützer Marius’, der Rom noch Widerstand leistete.
Der Konflikt zwischen den Sullanern und Marianern in Spanien und Nordafrika von 80 bis 72 v. Chr. wird auch als der Sertorianische Krieg bezeichnet.

## Vorgeschichte
Während des Bürgerkriegs 87–84 v. Chr. kämpfte Quintus Sertorius für die Marius-Fraktion gegen Sulla, mit der er sich jedoch noch während des Krieges zerstritt. Daraufhin wurde er im Jahr 83 v. Chr. als Statthalter auf die Iberische Halbinsel geschickt, wo er erfolgreich die Stämme Hispaniens an sich band. Jedoch verlor die Fraktion rund um Marius, an die sich Sertorius immer noch gebunden fühlte, den Krieg gegen Sulla in Italien und Sulla entsandte 82 v. Chr. eine Armee unter Gaius Annius, die ihn von der iberischen Halbinsel vertrieb.
Im Jahre 80 v. Chr. landete Sertorius erneut in Hispania, schlug eine römische Armee in der Schlacht am Baetis und warf wiederholt Armeen unter dem Kommando von Konsul Metellus aus Rom zurück, woraufhin der Senat 76 v. Chr. Pompeius entsandte, um Sertorius zu besiegen.
Im selben Jahr erreichte Sertorius Verstärkung in Form von Marcus Perpenna, der ihm die Überreste des Heeres einer neuen Revolte aus den Vorjahren, unter Marcus Aemilius Lepidus, den Rebellenkonsul von 78 v. Chr., brachte. So bestärkt beschloss Sertorius, zu versuchen, die spanische Ostküste einzunehmen.  Das erste Ziel der Offensive von Sertorius war die Stadt Lauron, um Pompeius, der im Norden die Pyrenäen überquert hatte, von Metellus im Süden zu trennen.

## Verlauf
Sertorius kam vor Pompeius bei Lauron an und begann, die Stadt zu belagern. Pompeius war sehr selbstbewusst und vertraute in seine 30.000 Mann starke Armee, die hauptsächlich aus Veteranen der Kriege Sullas bestand. Er baute bei seiner Ankunft sein Lager in der Nähe von Sertorius, um diesen, dessen Armee eine ähnliche Stärke aufwies, in die Schlacht zu zwingen.
Sertorius reagierte, indem er seine leichten Truppen und seine Kavallerie aussandte, um Pompeius Truppen zu belästigen. Er befahl seinen Männern, sich auf die Versorgungstrupps in den nahegelegenen Gebieten zu konzentrieren, die Pompeianer jedoch in den weiter entfernten Gebieten nicht zu stören. Schließlich, müde von den ständigen Überfällen, verlegten die Pompeianer ihre Versorgungsbemühungen in die abgelegeneren Gebiete. Darauf hatte Sertorius gewartet. In der Nacht befahl er zwanzig Kohorten unter dem Kommando von Octavius Gracinus, zusammen mit Tarquitius Priscus und zweitausend Reitern, sein Lager zu verlassen und einen Hinterhalt zu legen.
Auf dem Rückweg zum Lager wurden die Versorgungstrupps plötzlich von den leicht bewaffneten sertorianischen Hilfstruppen angegriffen. Die Pompeianer versuchten, Schlachtlinien zu bilden, aber bevor sie dies tun konnten, stürmte schwere Infanterie aus dem Wald. Der Angriff durchbrach die hektisch geformte pompeianische Schlachtlinie und trieb deren Männer in Richtung Pompeius’ Lager. Dabei wurden die Pompeianer von Kavallerie verfolgt. Außerdem war ein Geschwader von 250 Kavalleristen, als der Eröffnungsangriff begann, zum Lager von Pompeius aufgebrochen, um dessen Truppen den Rückzug abzuschneiden.
Als Pompeius sich seiner misslichen Lage bewusst wurde, schickte er eine Legion, um den Rückzug seiner Männer zu decken. Die vorrückende Legion stieß auf die sertorianische Kavallerie und zwang sie zurück. Dann stießen sie auf die sertorianische Infanterie. Während sie sich formierten, um diese anzugreifen, fiel ihnen die vertrieben geglaubte Kavallerie in den Rücken. Als das Kontingent daraufhin auch von der sertorianischen Infanterie von vorne angegriffen wurde, hatte dies zur Folge, dass die Einheit stark aufgerieben wurde. Erst die Ankunft von Metellus und seiner Armee hinderte Sertorius daran, Pompeius’ Lager einzunehmen. Da Sertorius nicht bereit war, gegen zwei Armeen zu kämpfen, zog er sich zurück.

## Folgen
Pompeius’ Armee verlor 10.000 Mann, während die Verluste der Sertorianer gering waren. Trotzdem blieben Metellus und Pompeius eine Bedrohung für Sertorius, der sich nach dem Gefecht wieder in das Inland zurückzog. Der Krieg zog sich noch drei Jahre lang hin und endete nur, weil einige seiner eigenen Männer sich, aufgrund innerer Machtkämpfe, gegen Sertorius verschworen und ihn ermordeten. Daraufhin besiegte Pompeius die Überreste der sertorianischen Fraktion in der Schlacht von Osca.